# Melampsora medusae
Melampsora medusae is een heteroecische, biotrofe roestschimmel die behoort tot de familie Melampsoraceae. De soort werd voor het eerst beschreven in 1878 door Felix Thümen op de bladeren van Populus angulata in South Carolina,
De wanden van de urediniosporen zijn bedekt met stekels met een typisch, glad centraal deel en hebben equatoriaal verdikte wanden. Er zijn kop- of knotsvormige parafysen met niet-verdikte wanden. De goudgele urediniosporen zijn eivormig, ovaal, soms peervormig, met een versmalde basis en afgeronde top. Ze zijn (23) 26–35 (37) × 15–19 (21) μm groot en hebben een kleurloze wand, die 1–1,5 μm dik is en aan de basis meer dan 2 μm dik. De wand in het equatoriale deel is 3–5 (5,5) μm dik. Het gladde deel van de wand beslaat meestal de helft tot driekwart van het oppervlak van de urediniospore. De kopvormige parafysen zijn tot 70 μm lang en 4–6 μm in diameter. De bovenkant van de parafyse is bijna bolvormig en 14–17 (19) μm in diameter. Minder vaak komen er knotsvormige parafysen voor, die 18–22 × 12–16 μm groot zijn. De wanden zijn gelijkmatig dik (1,5–3 μm) of soms iets dikker aan de bovenkant (4 μm).
Urediniosporen van Melampsora medusae hebben een glad equatoriaal deel, terwijl die van Melampsora larici-populina en Melampsora allii-populina glad zijn in het apicale deel. Op ratelpopulier komen ook andere soorten voor (Melampsora pulcherrima, Melampsora pinitorqua, Melampsora larici-tremulae en Melampsora magnusiana), maar bij al deze soorten is het oppervlak van de urediniosporen gelijkmatig bedekt met stekels, dus microscopische observatie van de urediniosporen is voldoende om de soort te identificeren. Het vinden van enkele urediniosporen van Melampsora medusae tussen een groot aantal urediniosporen van andere soorten kan een probleem zijn, in dat geval kan een moleculaire methode (PCR-test) worden gebruikt.

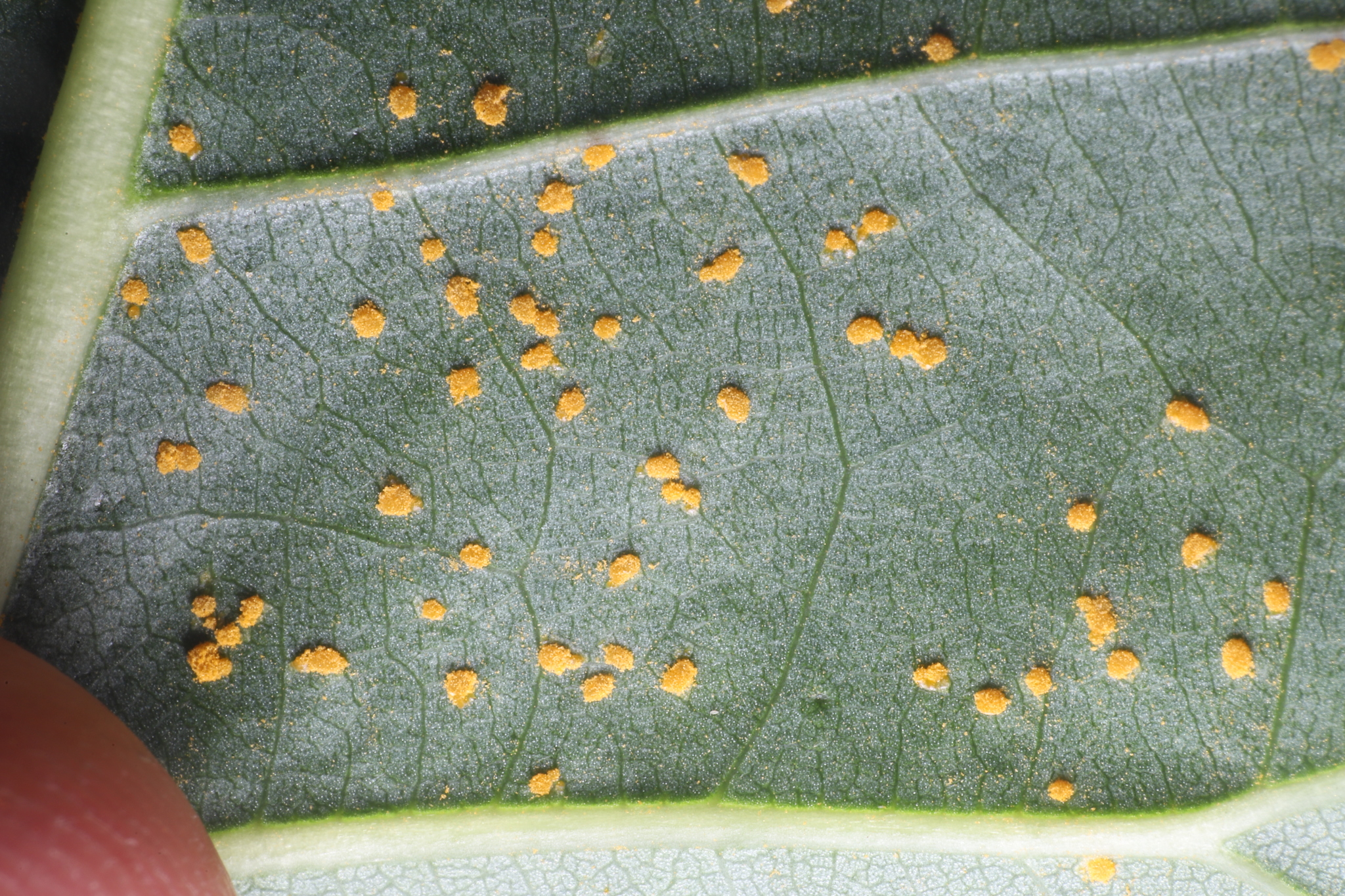
Uredinia op populier
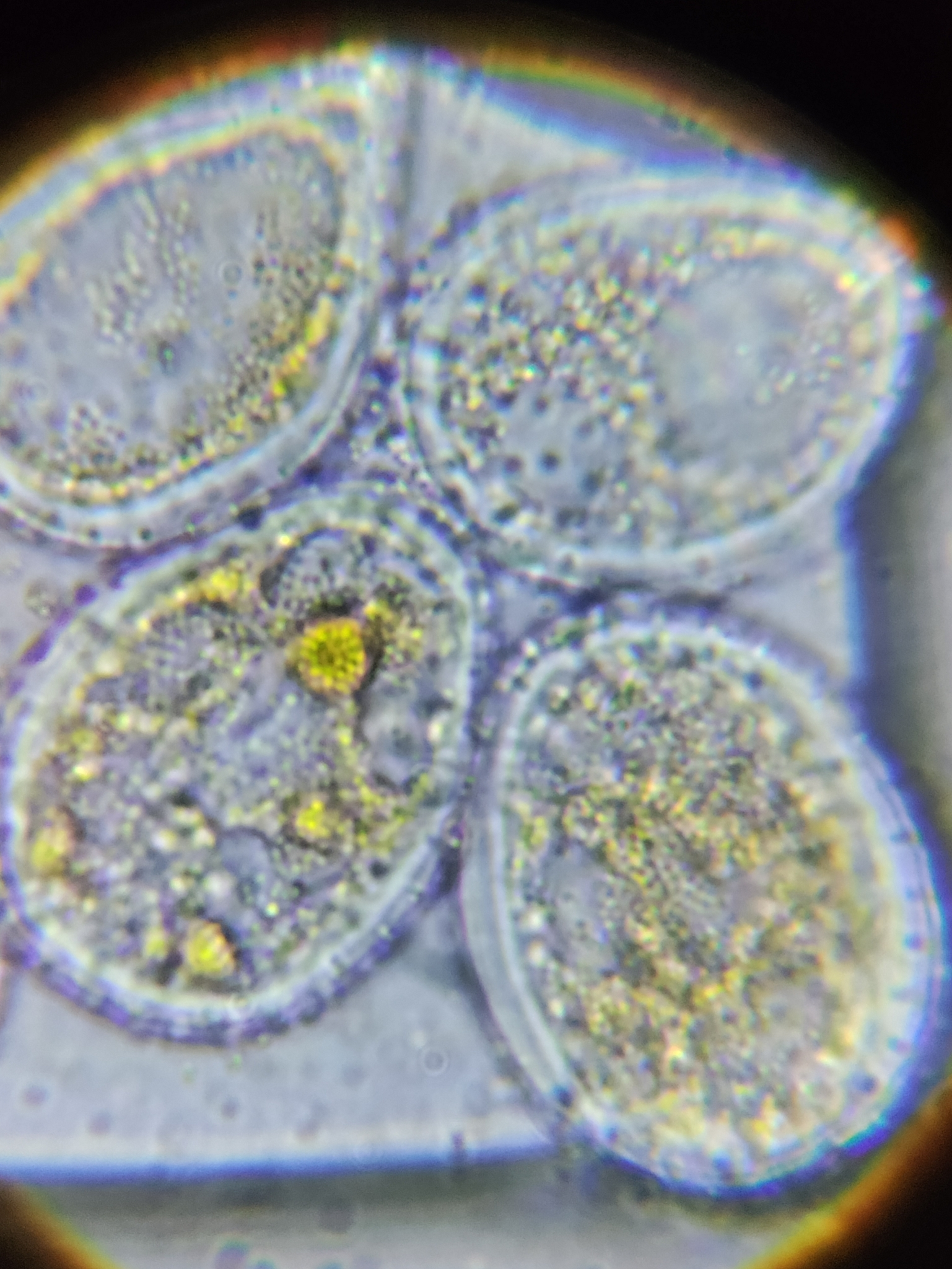
Urediniosporen
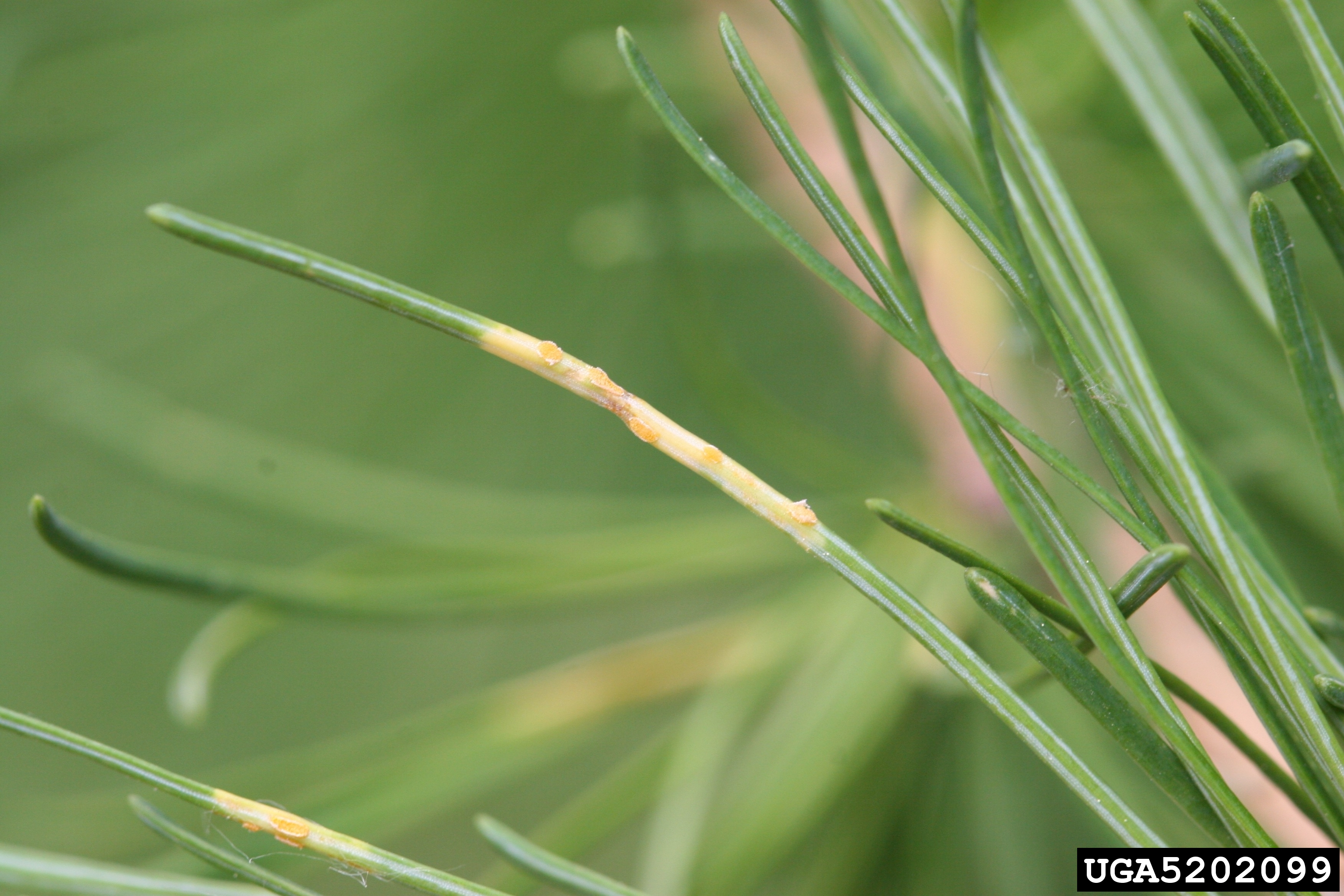
Aecia op Larix laricina

## Waardplanten
- Pseudotsuga
- Larix occidentalis
- Larix laricina
- Pinus ponderosa
- Draaiden  (Pinus contorta)
- Populieren waaronder ratelpopulier

## Verspreiding
Melampsora medusae komt oorspronkelijk uit Noord-Amerika. Deze soort werd voor het eerst beschreven in 1878 door Felix Thümen op de bladeren van Populus angulata in South Carolina. Later verspreidde de schimmel zich naar andere continenten. In de 20e eeuw trad hij op in Zuid-Amerika (Bolivia, Brazilië, Chili), Zuid-Afrika (Zuid-Afrika, Zimbabwe), Azië (Japan) en Oceanië (Australië, Nieuw-Zeeland). In Europa is M. medusae waargenomen op populieren in België, Frankrijk en Portugal. In Polen is het een quarantaine organisme.